# Quai de Jemmapes
Ne doit pas être confondu avec rue de Jemmapes.
Le quai de Jemmapes est un quai situé le long du canal Saint-Martin, à Paris, dans le 10e arrondissement.

## Situation et accès
La rue commence au rue du Faubourg-du-Temple et s'étend en sens unique le long du canal Saint-Martin jusqu'au boulevard de la Villette.

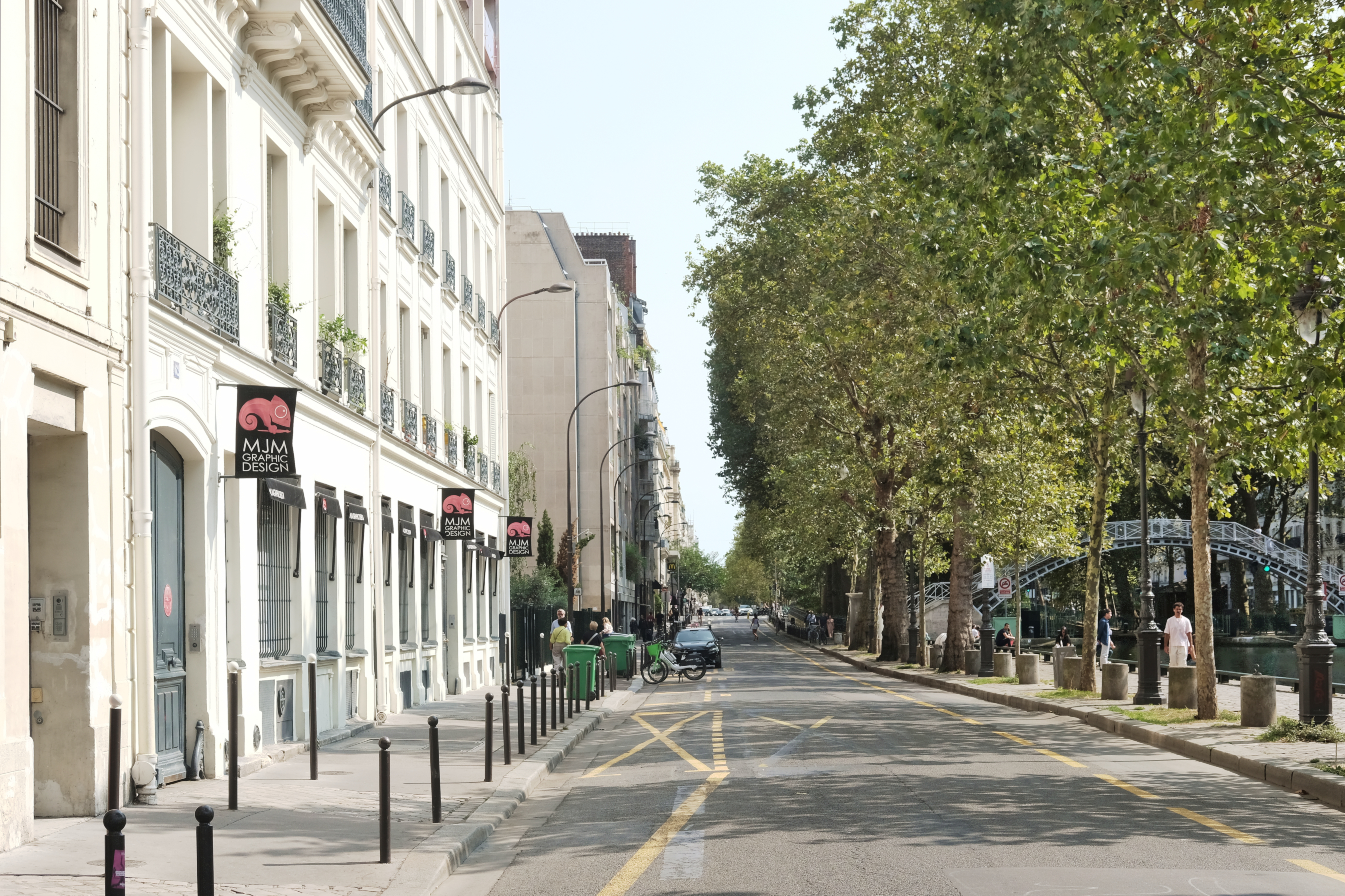
Le quai de Jemmapes en août 2024.
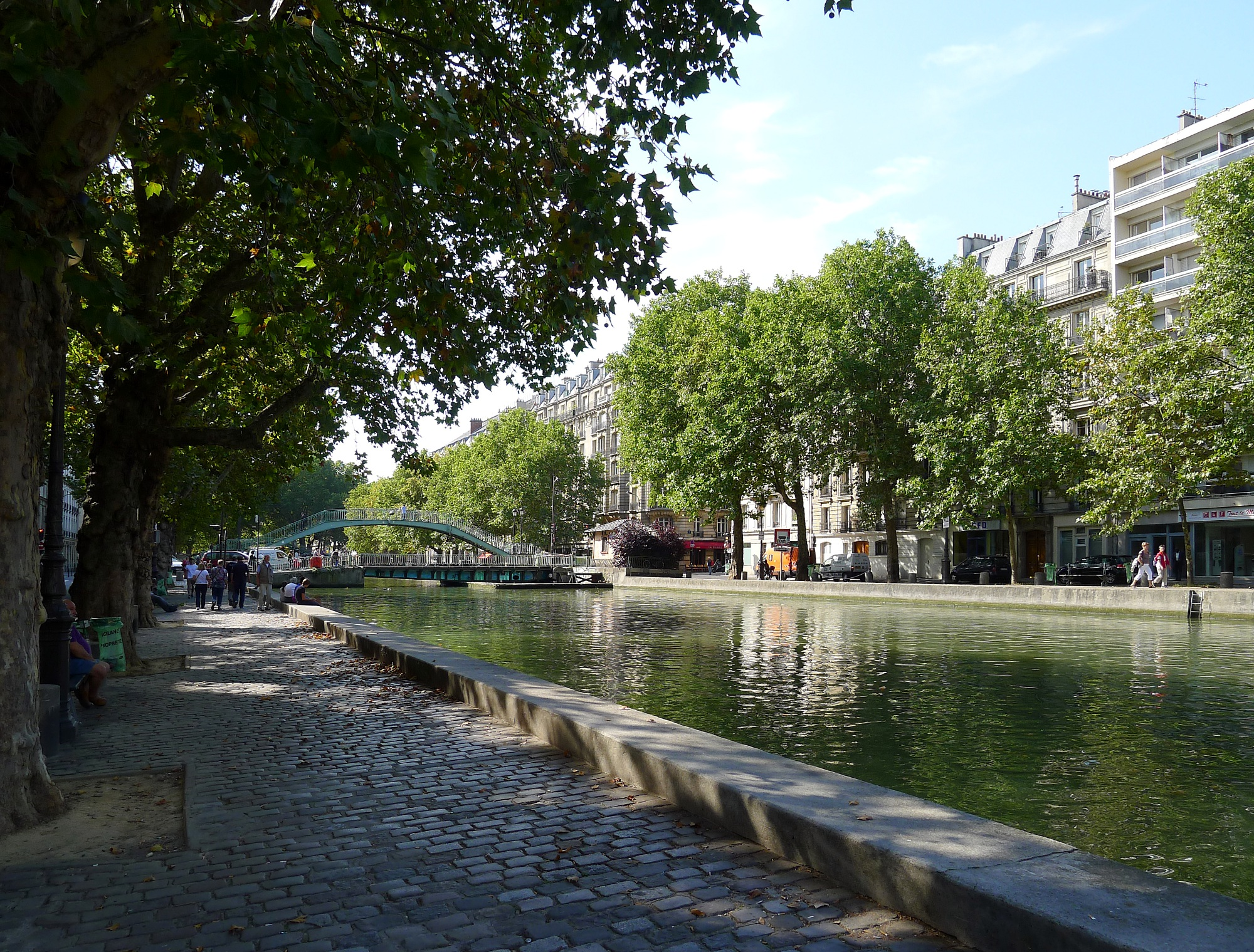
Canal Saint-Martin au niveau du quai de Jemmapes.
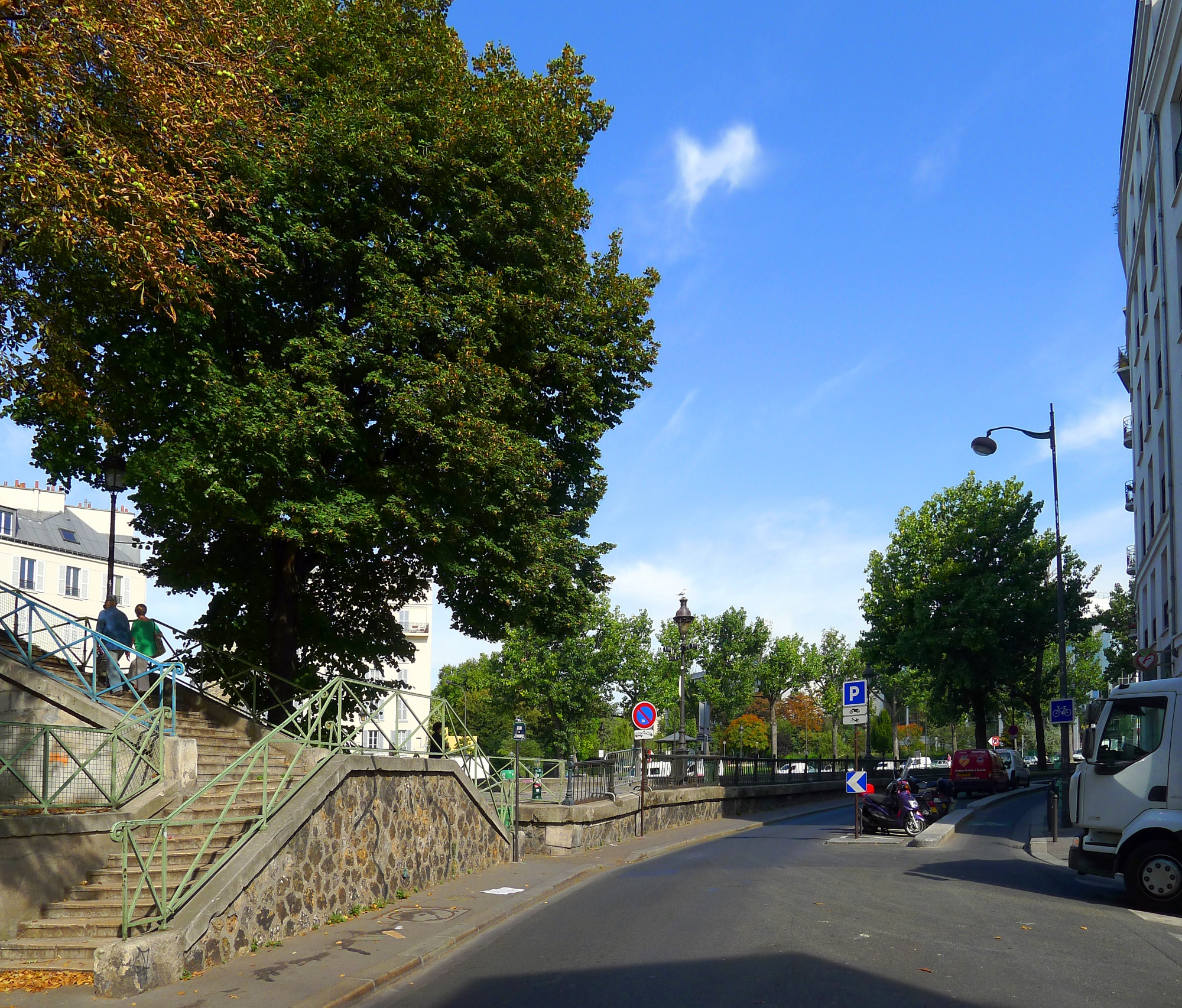
Au niveau de la rue Bichat.

## Origine du nom
Les Français prononcent « jèmap », tandis que les Belges prononcent « jemap », ce qui correspond davantage à l’orthographe de la ville éponyme.
Il commémore la bataille de Jemmapes (ou Jemappes) qui eut lieu le 6 novembre 1792 près de Mons, dans l'actuelle province de Hainaut en Belgique. La graphie est restée la même qu'en 1792 et n'a pas suivi les évolutions du nom du village belge.

## Historique
Le quai est formé en 1822 en même temps que s'effectue la construction du canal Saint-Martin. Dénommé « quai Charles-X » en 1824, il prend son nom actuel en 1830.
Le 23 mars 1918, durant la Première Guerre mondiale, un obus lancé par la Grosse Bertha explose au no 206 bis quai de Jemmapes. Le 28 mai 1918 un autre obus éclate au no 170.
Le 11 septembre 1942, sous l'Occupation, le résistant Maurice Cadet incendie un camion allemand sur le quai.
Une partie de la voie délimitait la ZAC Jemmapes-Grange-aux-Belles.

## Bâtiments remarquables et lieux de mémoire
- No 82 : ici se trouvait dans les années 2000 une plaque commémorative fantaisiste : « Jérôme BOZEL / Plombier / A VECU DANS CET IMMEUBLE / DE 1972 A 1979 »[3],[4].
- No 102 : l’Hôtel du Nord. L’écrivain Eugène Dabit (1898-1936) logea et travailla dans cet hôtel qui était la propriété de ses parents. En 1928, il publia le roman L’Hôtel du Nord, largement inspiré par les observations qu’il fit dans cet établissement. Ce roman fut adapté par Marcel Carné au cinéma en 1938 sous le titre Hôtel du Nord. Le bâtiment, devenu par la suite insalubre, était menacé de destruction : le permis de démolir est refusé en 1983, ce qui a sauvé la façade qui, depuis, a été préservée et classée.
- Nos 132-134 : une ancienne usine électrique inscrite aux monuments historiques[5].
- No 158 : collège de la Grange-aux-Belles, établissement public.
- No 174 : siège de Parrot et de Minutebuzz. Ces bâtiments ont été construits à l'emplacement de la Manufacture française d'appareils photographiques.

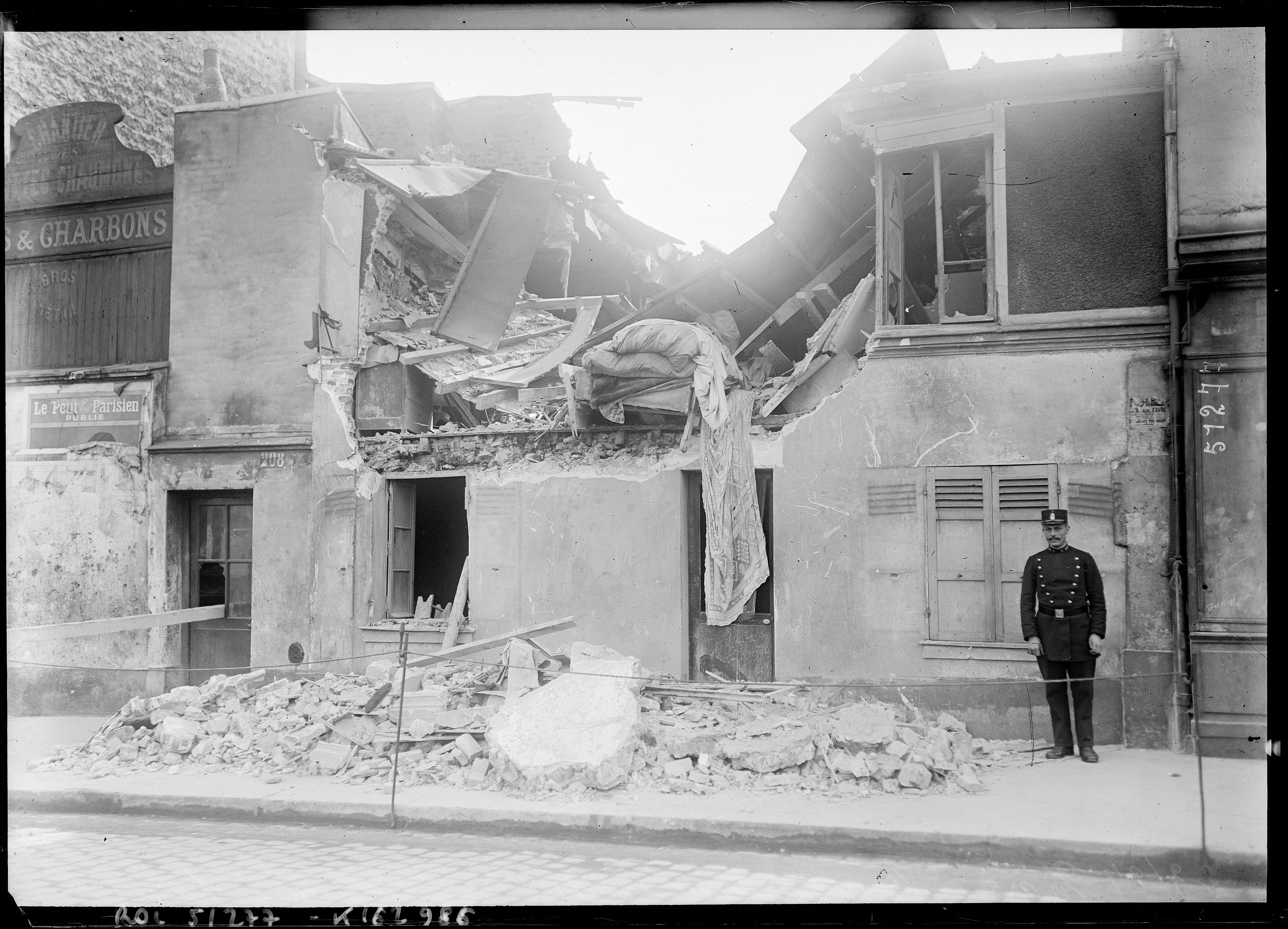
Le 206 bis quai de Jemmapes après le bombardement.
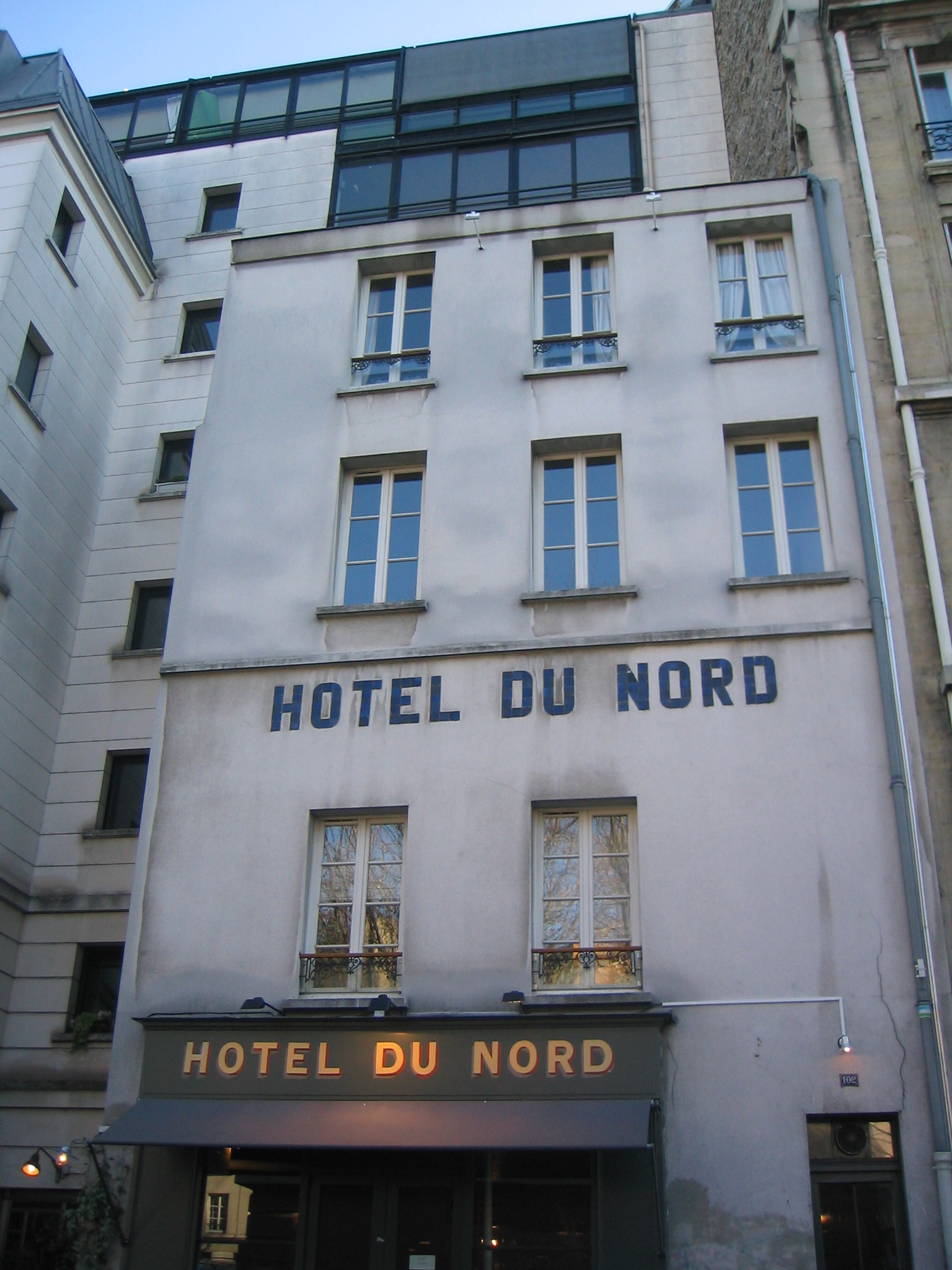
L'Hôtel du Nord.
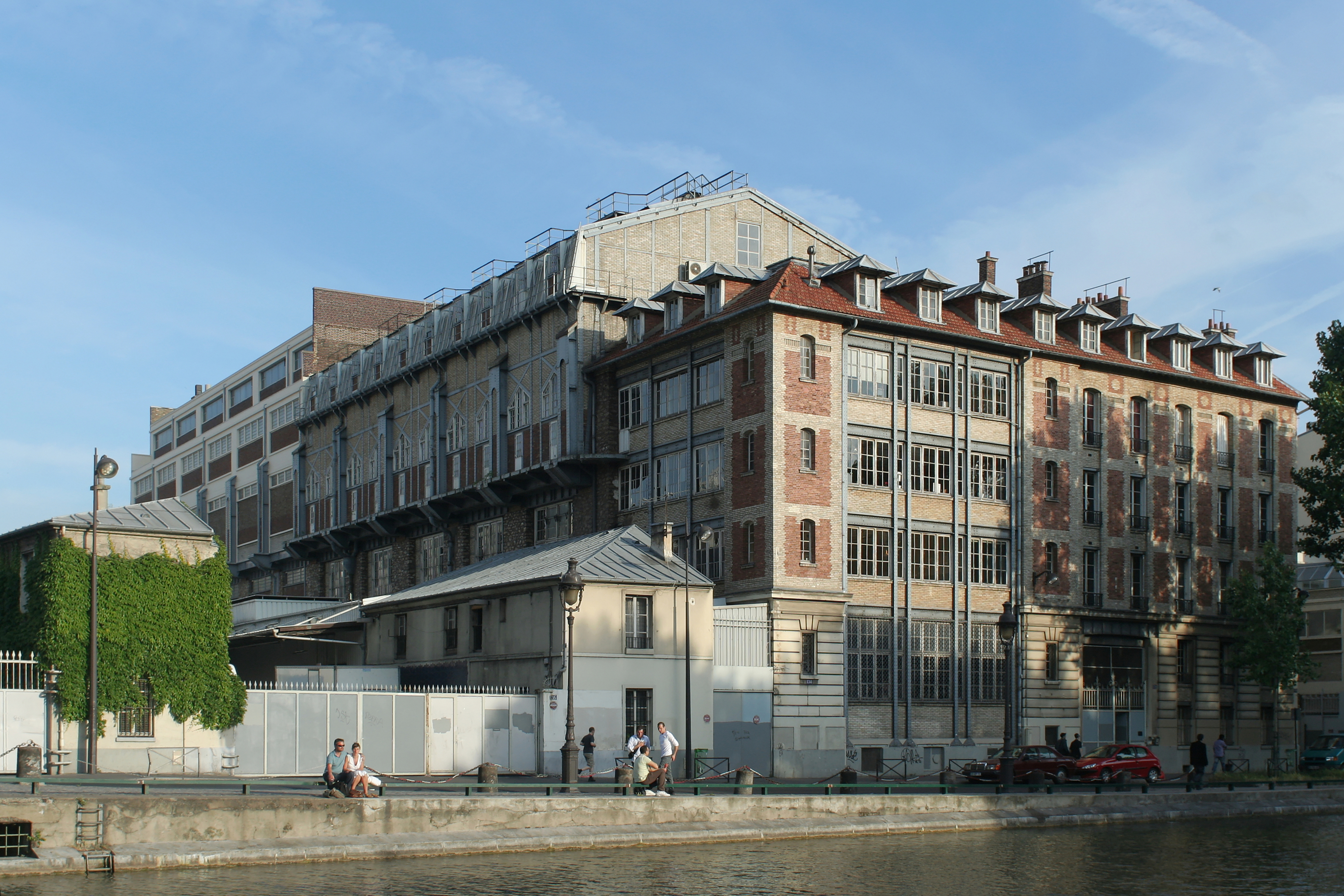
Usine électrique.

## Monuments remarquables
- Buste de Frédérick Lemaître, sculpture de Pierre Granet[6]

### Dans l'art
- Quai de Jemmapes, huile sur toile de Fernand Herbo, 1942, conservée par le musée national d'Art moderne.
- Quai de Jemmapes, valse à l’accordéon composée par Matthias Canavese, qui conclut l'album Famille nombreuse du groupe français Les Négresses vertes.

### Dans la fiction
Au no 64 du quai sont tournées plusieurs scènes du film d'Henri Verneuil Le Clan des Siciliens (1969). Il s'agit d'une exploitation de jeux pour café (flipper, jukebox,...) au rez-de-chaussée, et de la maison du clan Manalese à l'étage.
Une scène du film 20 ans d'écart (2013) de David Moreau y est tournée.
L'hôtel du n°102 et le canal est un décor du film Hôtel du Nord.